# 長崎警察署襲撃事件
長崎警察署襲撃事件（ながさきけいさつしょしゅうげきじけん）とは、1946年（昭和21年）5月13日に長崎県長崎市で発生した、在日朝鮮人・中国人による警察署襲撃事件。

## 事件の発端
長崎市西浜町の長崎自由市場では、物価統制令違反のヤミ物資が公然と販売され、それに並行して暴力行為も頻発していた。長崎県警察部では、これら不法事案の断固取締を決断し、検挙の準備を進めていた。

## 事件の概要
1946年5月13日午前10時30分、280人の警官隊が一斉取締を開始し、日本人150人、朝鮮人26人、中国人6人を検挙、長崎警察署に連行した。その直後、在日本朝鮮人連盟や中国人団体が長崎警察署に押しかけ、被疑者の即時釈放を要求したが、署長は取調前の釈放はできないと拒否した。
午後2時30分頃、朝鮮人や中国人など総勢約200人がバッドや鉄棒を持って長崎警察署を包囲・襲撃した。これにより警察官1人が死亡、10人が重軽傷を負った。その後、余勢をかって東浜町派出所や港町派出所も襲撃し、警察官に対し暴行を加えている。

## その後の顛末
捜査の結果、中国人7人は進駐軍に引き渡され、朝鮮人60人は検察に送致された。